# Janos Koolen
Janos Koolen (Middelburg, 5 mei 1981) is een Nederlandse multi-instrumentalist die actief is in de Nederlandse pop- en folk-wereld. Zijn hoofdinstrumenten zijn de mandoline en de gitaar, maar daarnaast speelt hij andere banjo, piano en klarinet. Ook zingt hij solo- en achtergrondpartijen.

## Bands
In 2006 richt Koolen samen met Izak Boom, Bart Soeters en Arthur Bont de band Spoor op, die zich richt op Nederlandstalige akoestische folk. Met Boom en Soeters had Koolen al eerder opgetreden onder de naam HotchPotch, met wie ze in 2007 een cd opnamen samen met Nederpopveteraan Kaz Lux. In 2013 kwamen de heren en Kaz Lux opnieuw bij elkaar voor een nieuwe plaat. De naam HotchPotch werd vervangen door Kaz Lux and the Adopted, de cd heet Backstroke.
Onder de naam Hobson's Choice speelt Koolen samen met Mik Lammers (toetsen), Janneke Donkersloot (fiddle) en Geertje Meire (accordeon) regelmatig live op folk-bals in Engeland. Deze formatie heeft geen albums opgenomen.
In maart 2011 presenteerde Koolen zijn nieuwste project op de mandoline. Samen met Lucas Beukers (contrabas) maakte hij een volledig instrumentale plaat. De gehele plaat bestaat uit eigen composities, waarbij er gekozen wordt voor dynamisch spel en improvisaties.
In november 2011 kwam de cd Land uit van Frédérique Spigt, waarop Koolen te horen is. In 2012 deden zij een theatertour. In 2013 werd de cd Land genomineerd voor een Edison. De cd Close To Home van Eric Devries en de cd The Medicine Show van Frédérique Spigt kwamen uit in 2014, op beide is Koolen te horen.
In 2017 startte Koolen een eigen muziekstudio: Studio Doornenburg. Hier nam hij onder andere albums op van The Lasses, Herman Brock Jr. en Steam Power – een recente samenwerking van Janos Koolen met Laurens Joensen, Fay Lovsky en Joost van Es. 
In 2021 produceert Koolen onder meer het album Song and Dance Man van singer songwriter Eric Devries. Samen met bassist Lucas Beukers en Joost van Es touren Devries en Koolen langs de podia in binnen- en buitenland hetgeen resulteert in een nieuw album Traveler’s Heart in 2024.

## Discografie

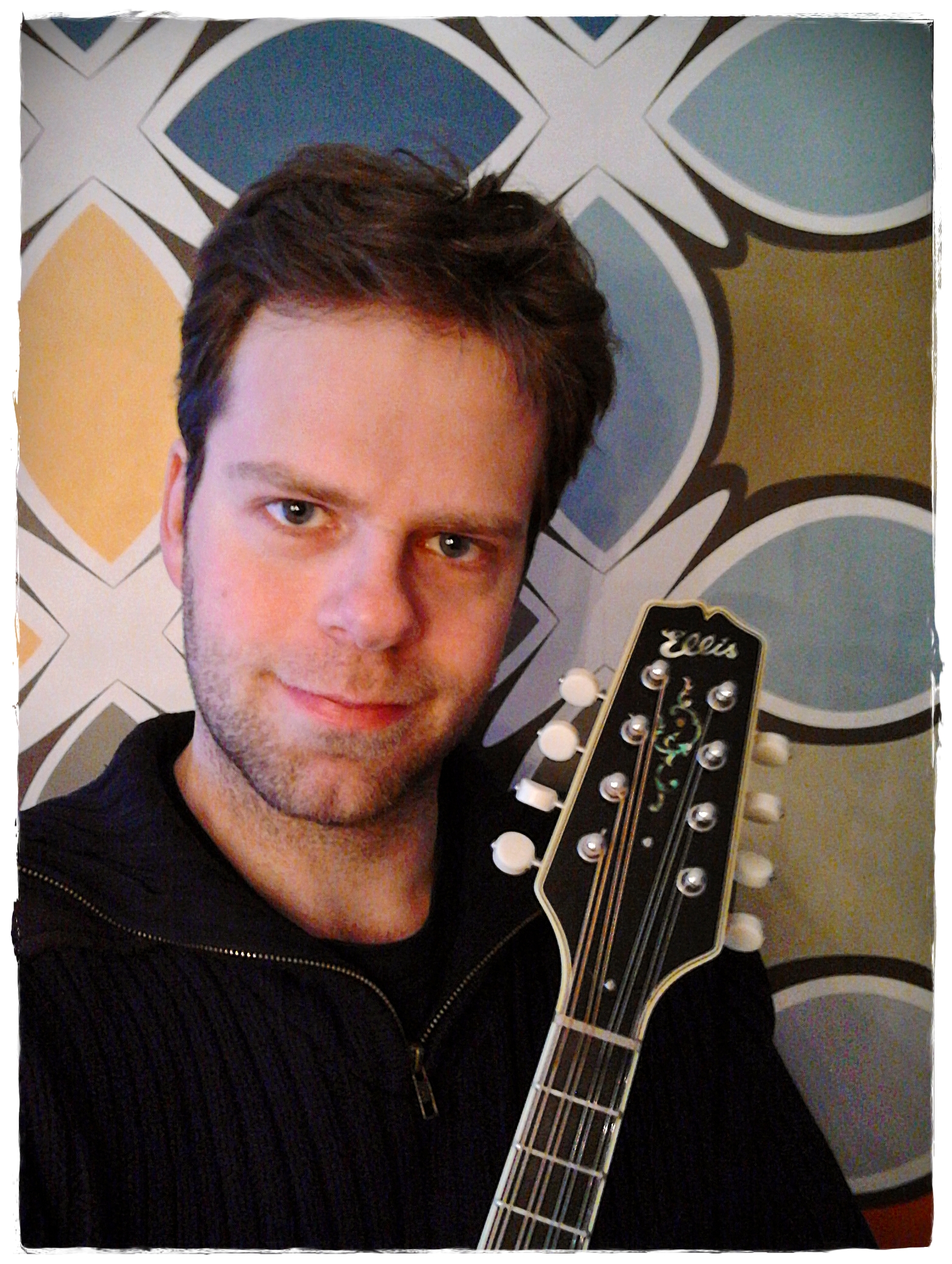

### Solo
- 2003: In My Garden

### Met eigen bands
- 2011: Janos Koolen & Lucas Beukers - (Geen titel)
- 2009: Spoor - Eindelijk Thuis
- 2007: Spoor - Erop of Eronder (ep)
- 2007: Janos Koolen & Gilles Rullmann - Janos & Gilles
- 2007: Kaz Lux & HotchPotch - Osmosis
- 2005: HotchPotch - European World of Bluegrass

### Als mede-muzikant
- 2014: Frederique Spigt - The Medicine Show
- 2014: Eric Devries- Close To Home
- 2014: Milk 2.0 - Milk 2.0
- 2013: Kaz Lux and the adopted - Backstroke
- 2011: Frederique Spigt - Land
- 2011: Ma Rain - Glory Runner
- 2011: Harold K - De Laatste Pionier
- 2011: Laurens Joensen - Efterklang
- 2011: Kees Brussel - En Passant
- 2011: The Tennessee Studs - All You Can Eat
- 2010: Phinx - Good times, rag times
- 2010: Roesy - Fable
- 2008: Arthur Bont - Cajon Spelen
- 2007: Kaz Lux - Osmosis
- 2007: Kees Brussel - Brussel CS
- 2006: Danny Guinan - The Rise and Fall of John Doe
- 2006: Suzy Dexter - On the Moon
- 2004: Laroux - Liever een Pallieter
- 2021: Eric Devries - Song & Dance Man